# OvarNews
O OvarNews é um órgão de informação online, sediado em Ovar, Portugal, notório por ser o maior órgão de comunicação social digital nesta cidade.

## Descrição e estatuto editorial

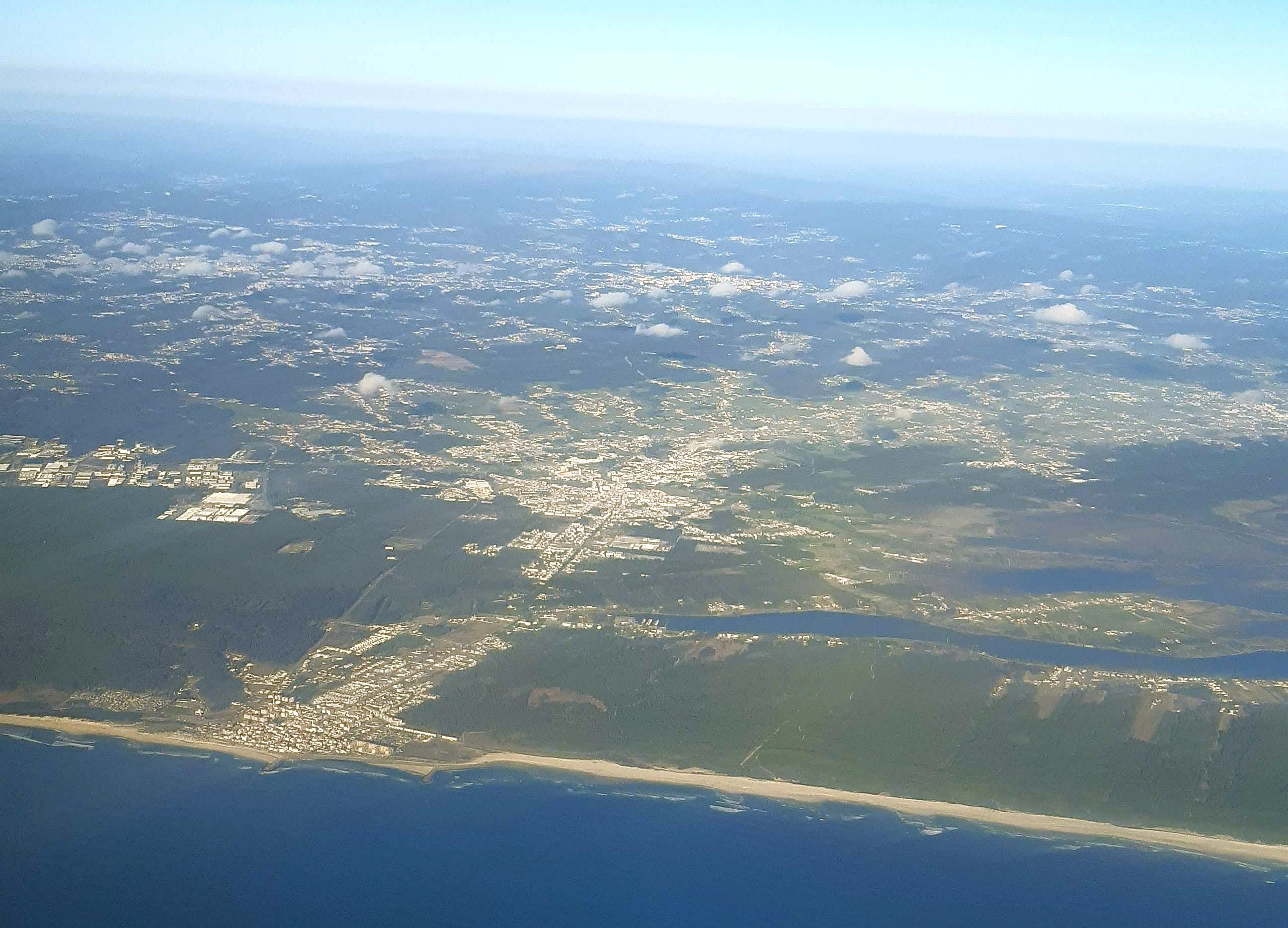
Vista aérea da cidade de Ovar.

Trata-se de um jornal regional, generalista e que se orienta pelos princípios da liberdade, do pluralismo e da independência, procurando assegurar a todos o direito à informação.
No seu Estatuto Editorial, o OvarNews é descrito como um órgão de informação regional comprometido com os princípios da liberdade, pluralismo e independência, buscando assegurar a todos o acesso à informação e respeitando os direitos consignados na Constituição da República. Independente de influências políticas, económicas, credos ou ideologias, o OvarNews valoriza a diversidade de opiniões e crenças.
No âmbito do seu conteúdo, o OvarNews destaca-se pela apresentação de informação isenta, rigorosa e objetiva, diferenciando claramente os espaços de opinião livre e promovendo o confronto de diversas correntes ideológicas. Considerando a sua atividade como um serviço de interesse público, o OvarNews compromete-se com o respeito total pelos seus leitores, contribuindo para o desenvolvimento da identidade e cultura local, regional e nacional, bem como para o progresso económico, social e cultural das populações, além de fortalecer a independência nacional e a paz.
Sob a égide da deontologia da Comunicação Social, o OvarNews cumpre a Lei de Imprensa, respeita as normas do Estatuto do Jornalista e segue as orientações estabelecidas neste Estatuto Editorial.

## História
O OvarNews foi criado em 2016 pelo jornalista Luís Ventura, que integra igualmente a redação do jornal Diário de Aveiro. Dado ao seu foco na cidade de Ovar, é frequentemente citado por outros órgãos de comunicação social, relativamente a notícias sobre esta cidade. Encontra-se registado na Entidade Reguladora para a Comunicação Social com o número 127434.
Durante a Pandemia de COVID-19 e consequente cerca sanitária imposta sobre cidade de Ovar, entre 17 de março e 17 de abril de 2020, o OvarNews ultrapassou os 1,1 milhões de visitantes, provocando a inoperacionalidade temporária do website, devido ao elevado número de acessos. Até ao final do cerco sanitário, a pandemia de COVID-19 provocou em Ovar 25 vítimas mortais e entre 498 (DGS) e 604 (CMO) casos de infeção confirmada dependendo da fonte.

## Ligações Externas
- Facebook — https://www.facebook.com/ovarnews